# Saint-Laurent-les-Églises
Saint-Laurent-les-Églises è un comune francese di 866 abitanti situato nel dipartimento dell'Alta Vienne nella regione della Nuova Aquitania.

## Società

### Evoluzione demografica
Abitanti censiti